# Psoloptera basifulva
Psoloptera basifulva là một loài bướm đêm thuộc phân họ Arctiinae, họ Erebidae.